# Lippo Memmi

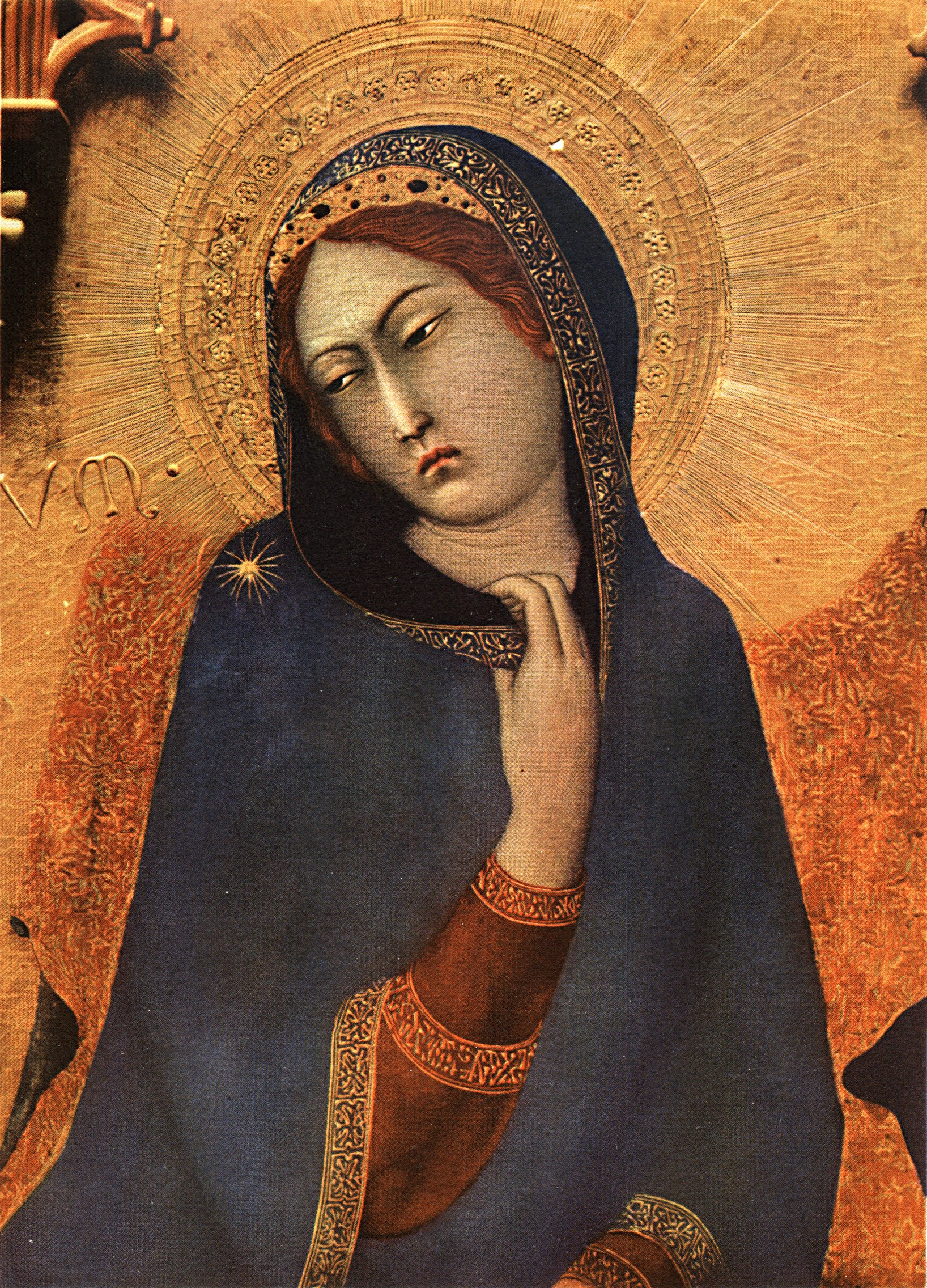
Detail aus dem Altarbild Verkündigung mit der hl. Margareta und dem hl. Ansanus von Simone Martini und Lippo Memmi (1333), heute in den Uffizien, Florenz

Lippo Memmi war ein Sieneser Maler der Frührenaissance und wird der Schule von Siena zugerechnet. Sein Wirken ist von 1285 bis 1357 durch Schriftquellen belegt. Er arbeitete mit dem bekannteren Simone Martini in einer gemeinsamen Werkstatt und wurde dessen Schwager, als Simone Memmis Schwester heiratete.
Um 1317 fertigte er zusammen mit seinem Vater Memmo di Filipuccio eine Reihe von Maestà-Fresken für die neue Stadthalle von San Gimignano an, die quasi Martinis Maestà aus dem Palazzo Pubblico Sienas wiederholte. Hier wie dort erscheint, wie später auf Stefan Lochners Dreikönigsaltar, das Gefolge rechts und links geordnet; ein Baldachin bezeichnet die Hoheitszone wie der reliefartige Baldachinrahmen und gemalte Brokatbehang in Lochners Anbetung vom Dreikönigsaltar.
Mit seinem Schwager Simone Martini malte Lippo Memmi das Altarbild Verkündigung mit der hl. Margareta und dem hl. Ansanus für die Kapelle des hl. Ansanus im Dom von Siena, das sich heute in den Uffizien in Florenz befindet. Die Inschrift am unteren Rand gibt das Jahr 1333 an und weist beide als Schöpfer aus. Kunsthistoriker neigen zu der Ansicht, dass das Meisterwerk hauptsächlich von Simone Martini stammt.
Von der Hand Memmis existieren einige Madonnen-Tafelbilder in den Sammlungen von Altenburg, Berlin, München, Orvieto, und Siena. Während seine Verwandten eher die festliche Freude in ihren Bildern zu verkörpern suchten, zeichnen sich Memmis Bilder durch einen Hang zur leichten Melancholie aus.
Laut Stadtarchiv von San Gimignano soll er in dieser Stadt auch als Architekt der Stadtmauer und eines Turms tätig geworden sein, der bis heute erhalten ist.